# Commenailles
Commenailles é uma comuna francesa na região administrativa de Borgonha-Franco-Condado, no departamento de Jura. Estende-se por uma área de 21,52 km². Em 2010 a comuna tinha 913 habitantes (densidade: 42,4 hab./km²).